# فرنسيس صموئيل دريك
فرنسيس صموئيل دريك (بالإنجليزية: Francis Samuel Drake)‏ هو مؤرخ أمريكي، ولد في 22 فبراير 1828 في نورثوود في الولايات المتحدة، وتوفي في 22 فبراير 1885 في واشنطن العاصمة في الولايات المتحدة.